# 一株当たり当期純利益

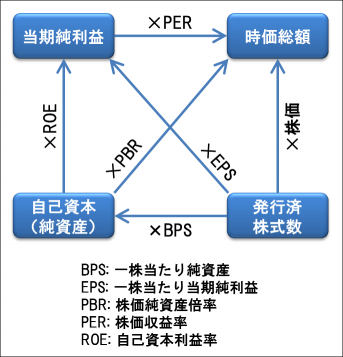
株式に関係する変数の関係

一株当たり当期純利益（ひとかぶりあたりとうきじゅんりえき、英: earnings per share）は、株価指標の一つである。
日本国内ではEPSという頭字語も広く用いられている。「一株利益」「一株あたり利益」「一株あたり当期利益」などの略称・俗称で呼ばれることも多い。

## 概要
一株当たり当期純利益（以後EPS）は、企業の一株あたりの利益額を示すもので、当期純利益と、普通株式の発行済株式数から計算される。簡易な計算式は次の通りである。
```
EPS
 = 当期純利益 ÷ 普通株式の期中平均発行済株式数
```

当期純利益が増加すればEPSは上昇し、当期純利益が減少すればEPSは下降する。また、株式併合や株式償却等により発行済株式数が減少すればEPSは上昇し、第三者割当増資や株式分割等により発行済株式数が増加すればEPSは下降する。株式分割の場合の例を説明すると、EPSは以下のように低下する。
| 前期EPS 165 円 = 当期純利益 165 万円 ÷ 発行済株式数 10,000株 |
| ↓ 一株を二株に分割                                           |
| 今期EPS 100 円 = 当期純利益 200 万円 ÷ 発行済株式数 20,000株 |

日本の会計基準では、分母の発行済株式数からは自己株式を除外し、分子の当期純利益からは「普通株主に帰属しない金額」を除外することを求めている。「普通株主に帰属しない金額」には、剰余金の配当における優先配当額などが含まれる。従って、より厳密な計算式は次の通りとなる。
```
EPS
 = （
損益計算書
上の当期純利益 - 普通株主に帰属しない金額）÷（普通株式の期中平均発行済株式数 - 普通株式の期中平均自己株式数）
```

普通株式以外に潜在株式が存在し、EPSを希薄化させる効果がある場合は、企業は潜在株式調整後一株当たり当期純利益を開示しなければならない。なぜなら、潜在株式は現在は普通株式ではないが、仮に権利行使等によって普通株式に転換されれば、発行済株式数が増えるためである。潜在株式には、普通株式への転換権を有する優先株式、新株予約権、転換社債などが含まれる。
EPSは、株価収益率 (PER)を算出する際に用いられる。EPSが上昇することで、株価を計る指標である株価収益率 (PER)が下降し、株価が割安となり、同じ割安度に戻されるために株価が上昇するという現象が発生することが多い。